# Linophryne densiramus
Linophryne densiramus är en fiskart som beskrevs av Imai, 1941. Linophryne densiramus ingår i släktet Linophryne och familjen Linophrynidae. Inga underarter finns listade i Catalogue of Life.